# کیفان
کیفان (به عربی: کیفان) یکی از مناطق حومه‌ای شهر کویت در استان عاصمه است. کیفان ۱۷٬۳۰۰ نفر جمعیت دارد و ۱۸ متر بالاتر از سطح دریا واقع شده‌است. سفارت‌خانه‌های کشورهای رومانی و اندونزی در این منطقه قرار دارد.